# Acalolepta atra
Acalolepta atra är en skalbaggsart som först beskrevs av Fisher 1935.  Acalolepta atra ingår i släktet Acalolepta och familjen långhorningar. Inga underarter finns listade i Catalogue of Life.